# Speocharidius
Speocharidius es un género de escarabajos de la familia Leiodidae.

## Especies
Se reconocen las siguientes:
- Speocharidius bolivari
- Speocharidius breuili
- Speocharidius galani
- Speocharidius vivesi